# Bertil Lööw
Bertil Wilhelm Lööw, né le 1er janvier 1924 à Jönköping et mort le 7 avril 2012, est un ancien arbitre suédois de football.

## Carrière
Il a officié dans une compétition majeure : 
- Coupe du monde de football de 1966 (1 match)